# Anna Kárász
Anna Kárász, née le 7 novembre 1993 à Dunaújváros, est une kayakiste hongroise. Elle est multi-médaillée avec l'équipe hongroise sur les équipages à deux ou quatre depuis 2012.

## Carrière sportive
En 2007, elle rejoint le club d'András Hubik (Association sportive Dunaferr) et à l'automne 2007, elle intègre l'équipe nationale juniors. En 2008, elle ressort des championnats d'Europe junior de Szeged avec deux médailles d'or (K–1 500 m et K-2 1000 m avec Veronika Fónagy). À l'automne 2010, elle entre à l'Université de Szeged, où elle poursuit la compétition sous la direction de László Kovács. À partir de 2014, elle engrange les victoires et sera cette année-là élue meilleure jeune athlète de l'année et troisième meilleure sportive hongroise l'année suivante.
Le comité hongrois ayant beaucoup d'athlètes de haut niveau, elle ne participe seulement qu'en 2021 aux jeux olympiques de Tokyo. Sur l'épreuve du K-4 500 m, le bateau hongrois composé de Kozák, Csipes, Kárász et Bodonyi décrochent le titre devant les Biélorusses et les Polonaises avec un chrono de 1 min 35 s 463

## Palmarès

### Jeux olympiques
- Jeux olympiques d'été de 2020 à Tokyo
- médaille d'or du K4 - 500 m aux Jeux olympiques d'été de 2020 à Tokyo

### Championnats du monde
- Championnats du monde de 2014 à Moscou
  -  médaille d'or du K2 - 200 m
  -  médaille d'or du K4 - 500 m
- Championnats du monde de 2015 à Milan
  -  médaille d'argent du K1 - 500 m
  -  médaille d'argent du K4 - 500 m
- Championnats du monde de 2018 à Montemor-o-Velho
  -  médaille d'or du K2 - 500 m
  -  médaille d'or du K4 - 500 m

### Championnats d'Europe
- Championnats d'Europe de 2011 à Belgrade
  -  médaille d'argent du K4 - 500 m
- Championnats d'Europe de 2011 à Zagreb
  -  médaille d'argent du K2 - 1000 m
- Championnats d'Europe de 2013 à Montemor-o-Velho
  -  médaille d'or du K4 - 500 m
- Championnats d'Europe de 2014 à Brandebourg-sur-la-Havel
  -  médaille d'or du K4 - 500 m
  -  médaille d'argent du K2 - 200 m
- Championnats d'Europe de 2018 à Belgrade
  -  médaille d'or du K4 - 500 m
- Championnats d'Europe de 2021 à Poznań
  -  médaille d'or du K4 - 500 m

### Jeux européens
- Jeux européens de 2019 à Minsk
  -  médaille d'or du K4 - 500 m
  -  médaille d'argent du K2 - 500 m
- Jeux européens de 2015 à Bakou
  -  médaille d'or du K4 - 500 m
  -  médaille de bronze du K2 - 500 m